# مری آن دلافیلد دو بوا
مری آن دلافیلد دو بوآ (زادهٔ ۶ نوامبر ۱۸۱۳ – درگذشته در ۲۷ اکتبر ۱۸۸۸) یک مجسمه‌ساز و نیکوکار آمریکایی بود. در سال ۱۸۵۴ او بنیان‌گذار مشترک بیمارستان پرورش کودکان و بیمارستان نیویورک بود و مدیر آن بیمارستان بود.

## زندگی اولیه
مری آن دلافیلد در ۶ نوامبر ۱۸۱۳ در لندن به دنیا آمد. او دختر یک مادر انگلیسی به نام مری (رابرتز) دلافیلد و یک پدر آمریکایی به نام جان دلافیلد (۱۷۸۶–۱۸۵۳) بود، که در دوران جنگ ۱۸۱۲ در انگلستان زندگی می‌کرد. پس از مرگ مادرش در سال ۱۸۱۹، مری آن به نیویورک سیتی نقل مکان کرد، جایی که پدرش دوباره با هریت وادزورث تالمدج (۱۷۹۷–۱۸۵۶)، دختر نماینده کنگره ایالات متحده بنجمین تالمدج ازدواج کرد. در میان ناتنی‌های جوان‌ترش، تالمدج دلافیلد و مری فلوید دلافیلد بودند.
در میان خانواده گسترده‌اش، دایی‌های او دکتر ادوارد دلافیلد، ژنرال ریشارد دلافیلد، وکیل جوزف دلافیلد و بانکدار روفوس کینگ دلافیلد بودند. نخستین پسرعموهای او دکتر فرانسیس دلافیلد بودند که پدر ادوارد هنری دلافیلد، سیاستمدار کنتیکت بود. او در سال ۱۸۲۵ به آکادمی زنان لیتچفیلد رفت.

## حرفه
در دوران بحران مالی ۱۸۳۷، دو بوآ پدرشوهرش را قانع کرد که یک انبار خالی را برای اسکان مردانی که به دلیل رکود اقتصادی خانه‌نشین شده بودند، باز کند. در سال ۱۸۵۴ او و همسر یک پزشک، آنا آر. امِت، بیمارستان پرورش و بیمارستان کودکان را تأسیس کردند که بر نیازهای زنان فقیر و کودکان کوچک آنها تمرکز داشت. این بیمارستان نوزادان پیدا شده را حمایت می‌کرد، مراقبت روزانه و پرستاران شیرده را برای نوزادان زنان شاغل فراهم می‌کرد، و اولین بیمارستان در نیویورک سیتی بود که نوزادان زیر دو سال را پذیرفت. دو بوآ و امِت بیمارستان را با بودجه شخصی و جمع‌آوری کمک‌های مالی پرانرژی از میان دوستان و جامعه وسیع‌تر، از جمله برگزاری توپ‌های خیریه، اداره می‌کردند، تا اینکه توانستند از طریق لابی‌گری در مجلس ایالتی نیویورک حمایت دریافت کنند. دایی او، ادوارد دلافیلد، اولین رئیس هیئت پزشکی بیمارستان بود و پزشک مشاور آنجا بود. او یک مدیر فعال بیمارستان بود؛ در سال ۱۸۷۰، دو بوآ پزشک اطفال آبراهام جاکوبی را از بیمارستان اخراج کرد، زمانی که او نامه‌ای منتشر کرد که از سیاست‌های بیمارستان انتقاد می‌کرد. بیمارستان دو بوآ در نهایت با برنامه‌های پزشکی بزرگتر ادغام شد و اکنون بخشی از بیمارستان پرسبیترین نیویورک در مرکز پزشکی ویل کورنل به حساب می‌آید.
با وجود تقاضاهای ناشی از تلاش‌های نیکوکارانه‌اش، خانه‌داری بزرگ و مشکلات سلامتی (یا شاید به دلیل زندگی پرمشغله‌اش)، دو بوآ مجسمه‌سازی را به‌عنوان یک آماتور جدی دنبال کرد. او عضو انجمن هنر بروکلین بود. او تصاویر مینیاتوری ساخت، گاهی اوقات کلاس‌های هنر تدریس می‌کرد و به آکادمی طراحی ملی انتخاب شد. او دوست مجسمه‌ساز ادوارد آگوستوس براکت بود.

## زندگی شخصی
در سال ۱۸۳۲، مری آن دلافیلد با کورنیلیوس دو بوآ (۱۸۱۰–۱۸۸۲)، وکیل و تاجر تنباکو، ازدواج کرد. آنها با هم ده فرزند داشتند که بین سال‌های ۱۸۳۳ و ۱۸۵۲ به دنیا آمدند؛ چهار نفر از آنها در دوران نوزادی فوت کردند.
همسر او در سال ۱۸۸۲ درگذشت و مری آن تقریباً شش سال بعد در سال ۱۸۸۸، در سن ۷۵ سالگی، بر اثر عوارض مرتبط با دیابت درگذشت. او در گورستان ماربل نیویورک دفن شد.

### نسل‌ها
مری آن مادربزرگ فیزیولوژیست یوجین فلوید دو بوآ (۱۸۸۲–۱۹۵۹) بود. یکی دیگر از نوه‌های او، دلافیلد دو بوآ، همسر نویسنده تئودورا مک‌کورمیک دو بوآ بود.